# Trioza kasachstanica
Trioza kasachstanica är en insektsart som beskrevs av Loginova 1964. Trioza kasachstanica ingår i släktet Trioza och familjen spetsbladloppor. Inga underarter finns listade i Catalogue of Life.